# Ánh lệ Bắc Bộ
Ánh lệ Bắc Bộ (danh pháp: Ainsliaea tonkinensis) là một loài thực vật có hoa trong họ Cúc. Loài này được Merr. miêu tả khoa học đầu tiên năm 1926.